# Eugène de Deuil-la-Barre
Pour les articles homonymes, voir Saint Eugène.
Eugène de Deuil-la-Barre ou Eugène Ier de Tolède, mort vers 250 à Deuil-la-Barre, est le premier évêque de Tolède et un martyr parisien, disciple de saint Denis de Paris.

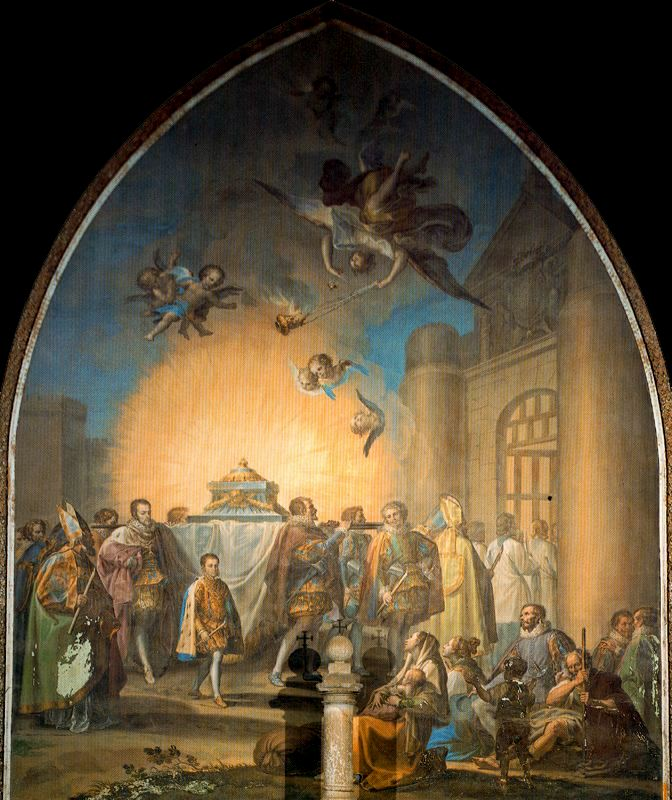
Fresque de la translation du corps de saint Eugène par Francisco Bayeu, cloître de la cathédrale de Tolède, Espagne.

## Biographie

### Évêque de Tolède et martyr en Gaule
Saint Eugène Ier de Tolède, né à Rome au IIIe siècle apr. J.-C., était un des principaux compagnons de saint  Denis de Paris. Après avoir évangélisé l'Espagne, où il occupa le siège de Tolède, il revint en Gaule et fut victime dans la région de Paris des persécutions anti-chrétiennes de Maximien Hercule. Arrêté à Deuil-la-Barre et décapité, ses restes furent jetés dans le lac Marchais. 

### Problème de datation du martyre
Saint Eugène étant un disciple de saint Denis, la datation de son martyre se trouve étroitement liée au problème de la datation de celle de ce dernier. Les plus anciens Actes du martyre de Denis de Paris (Ve siècle) de même que ses Actes de l'époque carolingienne qui l'identifient avec Denis l'Aréopagite, placent son martyre à la fin du Ier siècle. La critique actuelle, suivant l'avis de saint Grégoire de Tours au VIe siècle, place le martyre de Denis de Paris au milieu du IIIe siècle. La liste des évêques de Tolède le situe en premier et voit son successeur le remplacer à partir de 286.
Saint Eugène Ier de Tolède, fêté le 15 novembre est à distinguer des évêques de Tolède Eugène II (siégeant de 636 à 646) et surtout saint Eugène III de Tolède (siégeant de 646 à 657) lequel est fêté le 13 novembre.

## Reliques
Son corps retrouvé fut d'abord déposé dans l'église de Deuil-la-Barre avant d'être transféré entre 840 et 856 à l'abbaye de Saint-Denis en raison des troubles occasionnés par les expéditions de pillages menées par les Normands. Lors de la reconstruction de celle-ci par Suger, les reliques de saint Eugène furent placées dans la troisième chapelle du chevet, à droite.

## Transfert des reliques
En échange de la restitution par Philippe II d'Espagne du chef de saint Quentin, le roi Charles IX de France accorda en 1565 le corps de saint Eugène à don Manrique, chanoine de l'église de Tolède. Le transfert du corps s'effectua de l'abbaye de Saint-Denis à Tolède où le corps du saint fit son entrée triomphale le 15 novembre 1565,.

## Iconographie
Trois fresques relatant son martyre ont été réalisées par Francisco Bayeu parmi une série de onze, pour le cloitre de la cathédrale de Tolède : Prédication de Saint Eugène,  Décollation de Saint Eugène (1776-77) et Translation du corps de Saint Eugène (1779).